# Mr. Lisa's Opus
"Mr. Lisa's Opus" (La historia de Lisa en Hispanoamérica y Opus Lisa en España) es el octavo episodio de la vigesimonovena temporada de la serie de dibujos animados Los Simpson y el episodio 626 de la serie en general. Se emitió en los Estados Unidos en Fox el 3 de diciembre de 2017. El título es una burla de la película Mr. Holland's Opus. El episodio recibió críticas negativas por parte de los fanáticos y críticos.

## Argumento
Hace siete años, Lisa se despierta. Marge y Homer. Homero admira lo increíble que es, ofendiendo a Bart quien le apuñala en la pierna con un lápiz.
En el presente, Lisa está escribiendo un ensayo de admisión para la Universidad de Harvard y comienza a escribir su pasado.
Comienza con su séptimo cumpleaños, mostrando cómo Maggie se vuelve adicta a los chupetes. La familia y su maestra, la Sra. Myles, olvidan su cumpleaños, y la Sra. Myles la envía con el director Skinner después de que ella se entristece con ellos celebrando el cumpleaños de Hubert Wong. Homero viene a buscarla y finalmente recuerda que es su cumpleaños, y al volver a casa se dan cuenta de que Ned no se olvidó y le regala un triciclo. La familia celebra su cumpleaños con un pastel hecho de una taza de leche y algunas velas.
A continuación, Homero está trabajando en una bicicleta estática y está teniendo problemas médicos. Lisa muestra cómo el matrimonio con Marge es problemático, que casi se desmorona cuando cumple 14 años. La familia esta vez recuerda, y trae a Leon Kompowsky a cantar nuevos versos para "Feliz Cumpleaños, Lisa" mientras que Homero trae un pastel con "Feliz duodécimo duodécimo duodécimo duodécimo cumpleaños", alterándola.
Lisa regresa a casa de la escuela en el autobús y descubre una carta en una maleta mientras coloca algunas mochilas en el armario de Marge, diciendo que lo dejó y abrió un bed and breakfast con los otros niños, y una tableta con Artie Ziff burlándose de él por ello. Sin embargo, Marge aún no se ha ido.
En la cena, Marge se enoja con Homero por beber delante de los niños, y le dice que vaya a la taberna de Moe a beber. Marge va a la cocina a llorar y Lisa está lista para actuar. En la taberna, Moe ahora tiene piernas artificiales mientras Lisa entra a decirle que Marge lo va a dejar y le hace prometer que dejará de beber (para el enojo de Moe). Llama a su padrino para que le ayude a parar, y es Ned. Él tiene éxito y el matrimonio se salva.
La Universidad de Harvard envía un dron a Lisa con su aceptación y destruye otros drones similares de otras universidades. Ella va a la universidad y prepara su habitación, pero no es feliz en su primer día. Bart la anima y luego se va con el resto de la familia, preparándose para la nueva vida, conociendo también a una nueva compañera de cuarto que mejora la vida en la universidad. Podemos ver un collage de escenas a lo largo de su vida, de vuelta a la primera escena.
En la escena final, Homer, Lisa y Marge cantan una nueva versión de "Those Were the Days" de All in the Family. Entra a la casa y les dice a Homer y Marge que los verá en el tribunal.
Una gira final de Springfield se muestra durante los créditos que toca el tema final de All In the Family con el Duff Blimp diciendo "Stay tuned for Simpson and Son". (una burla de 'Sanford and Son).

## Recepción
Dennis Perkins de The A.V. Club dio al episodio una C, declarando: "El guión de Jean nos manda perseguir a estas Lisas de diferentes edades a través de los años sin ningún propósito o efecto real. Hay algunos momentos dulces que destacan más por su abrupta humanidad frente a los trucos que por su impacto emocional".
Tony Sokol de Den of Geek dio el episodio 4.5/5 estrellas, diciendo, "Mr. Lisa's Opus" es una parodia de comedia épica, en la línea de, pero más divertida línea por línea que "Barthood" de la temporada pasada. Incluso una breve mordaza sobre una batalla eterna adquiere relevancia histórica. El episodio tiene su melaza, pero Al Jean lo corta con brillante subversión. "La voz de Homero de Dan Castellaneta está en su gloria como un sistema de entrega de risas de fuego rápido."
"Mr. Lisa's Opus" obtuvo una puntuación de 1,7 con una acción de 6 y fue visto por 4,28 millones de espectadores, lo que lo convierte en el programa de mayor audiencia de Fox de la noche.